# Keito Nakamura
Keito Nakamura (中村 敬斗 Nakamura Keito?), född 28 juli 2000 i Chiba prefektur, är en japansk fotbollsspelare som spelar för FC Twente.
I maj 2019 blev han uttagen i Japans trupp till U20-världsmästerskapet 2019.